# Cornelis Live Montmartre/Köpenhamn
Cornelis Live Montmartre/Köpenhamn är livealbum med vissångaren Cornelis Vreeswijk inspelat live år 1978 på klubben Montmartre i Köpenhamn och utgivet på en dubbel-LP året efter. Den danske basisten Hugo Rasmussen medverkade som komp på kontrabas.

## Låtlista
Alla låtarna är skrivna av Cornelis Vreeswijk om ej annat anges.

### Sida A
1. Mördar-Anders (Trad/Cornelis Vreeswijk) – 5:02
2. Linnéa via Leonard Cohen – 3:32
3. Sången om Britt (Trille/Keddan Madsen/Cornelis Vreeswijk) – 3:59
4. Jag är fri, jag har sonat (Evert Taube) – 2:47
5. Sportiga Marie – 3:53

### Sida B
1. Till damtidningen Femina – 2:24
2. Polaren Per vid morgonstädningen (En manschauvinists dilemma) – 4:07
3. Mor har köpt en massageapparat – 5:14
4. Balladen om den nya äktenskapslagen – 3:28
5. Felicia - adjö – 3:55

### Sida C
1. Personliga Person – 2:03
2. Incestvisa (Buffy Sainte-Marie/Cornelis Vreeswijk) – 2:47
3. Epistel N:o 81, Märk hur vår skugga (Carl Michael Bellman) – 4:08
4. Balladen om hurusom Don Quixote åkte på en blåsning – 8:22
5. Felicia pratar (för mycket) – 2:20

### Sida D
1. Ballad om censuren – 2:33
2. Getinghonung provençale – 7:41
3. Ballad till en bra polis – 3:56
4. Veronica – 3:08
5. Lasse liten blues – 3:00